# Herbert de Maxwell

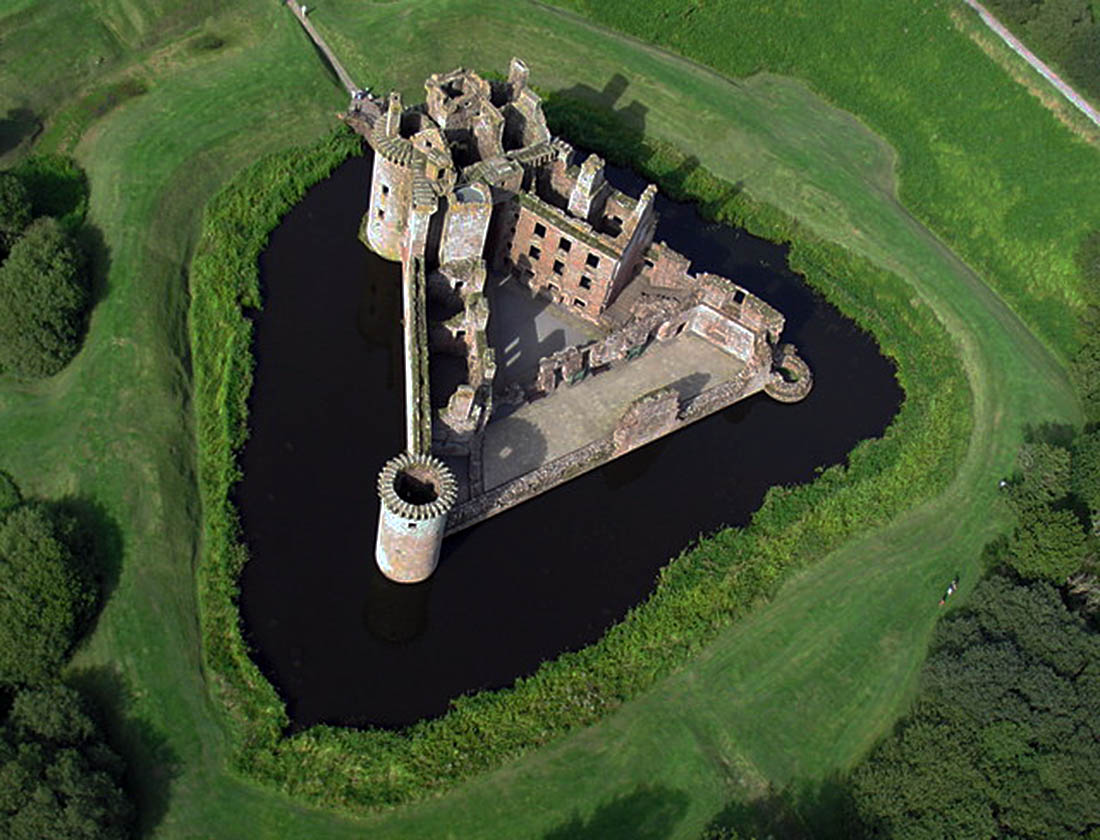
Caerlaverock New Castle, 2007

Sir Herbert de Maxwell (lat. Herbertus de Mackeswell, * um 1240; † 22. Juli 1298 bei Falkirk) war ein schottischer Ritter und Burgherr von Caerlaverock Castle.
Er war einer von vier Söhnen des Sir Aymer de Maxwell († nach 1260, vor 1266) aus dem Clan Maxwell, aus dessen Ehe mit Mary de Mearns. Beim Tod seines Vaters erhielt er aus dessen Nachlass Ländereien in Maxwell und Mearns sowie als Familiensitz Caerlaverock (First) Castle. Die Burganlage war um 1220 unter seinem Onkel John de Maxwell († 1241) errichtet worden und sicherte nahe der Grenze zum Königreich England das „Tor nach Schottland“. Da die Niederungsburg in einem tideabhängigen Sumpfgebiet auf unzureichend stabilem Untergrund errichtet worden war, stürzte sie nach und nach ein und musste aufgegeben werden. Sir Herbert ließ 1270 ca. 200 m weiter nördlich eine neue Burg, Caerlaverock (New) Castle errichten. Um 1276 erwarb er auch Ländereien in Pencaitland bei Edinburgh.
Im Februar 1284 nahm er an der Versammlung des Parliaments in Scone teil, die Margarete von Norwegen als schottische Thronerbin anerkannte, und ebenso an der Versammlung in Brigham im März 1290, die den Vorschlag ratifizierte, dass diese den Prinzen Eduard von England heiraten möge. Im auf ihren Tod folgenden Streit um die Thronfolge, wirkte er 1292 als einer von John Balliols Kommissaren. Nachdem König Eduard I. von England die Schotten in der Schlacht bei Dunbar (1296) geschlagen hatte, schwor er diesem 10. Juli 1296 in Montrose und erneut am 28. August 1296 in Berwick den Treueid. Er gehörte zu den schottischen Rittern, die 1297 in König Eduards Heer nach Flandern einberufen wurden. In der Schlacht von Falkirk (1298) kämpfte er auf englischer Seite gegen die Schotten und fiel in der Schlacht.
Sein Sohn und Erbe war Sir John de Maxwell, of Carlaverock (* nach 1262; † nach Juni 1307). Er ist ein Vorfahr der Lords Maxwell und Earls of Nithsdale.